# Manchester, Illinois
Manchester là một làng thuộc quận Scott, tiểu bang Illinois, Hoa Kỳ. Năm 2010, dân số của làng này là 292 người.

## Dân số
Dân số qua các năm:
- Năm 2000: 354 người.
- Năm 2010: 292 người.